# Đài thiên văn Steward
Đài thiên văn Steward là bộ phận nghiên cứu của Khoa Thiên văn học tại Đại học Arizona (UA). Các văn phòng của nó được đặt trong khuôn viên UA ở Tucson, Arizona (Mỹ). Được thành lập vào năm 1916, kính viễn vọng và tòa nhà đầu tiên được chính thức dành riêng vào ngày 23 tháng 4 năm 1923. Hiện tại, nó vận hành hoặc là hợp tác trong các kính viễn vọng đặt tại năm địa điểm trên đỉnh núi ở Arizona, một ở New Mexico, một ở Hawaii và một ở Chile. Nó đã cung cấp các thiết bị cho ba kính viễn vọng không gian khác nhau và nhiều kính viễn vọng trên mặt đất. Steward cũng có một trong số ít các cơ sở trên thế giới có thể đúc và tạo hình cho các gương chính rất lớn được sử dụng trong kính viễn vọng được chế tạo đầu thế kỷ 21.

## Lịch sử
Đài thiên văn Steward thành hình nhờ những nỗ lực của nhà thiên văn học kiêm nhà niên đại học vòng cây người Mỹ Andrew Ellicott Douglass. Năm 1906, Doulass nhận vị trí Trợ lý Giáo sư Vật lý và Địa lý tại Đại học Arizona ở Tucson. Gần như ngay lập tức sau khi đến Tucson, Doulass đã thiết lập các chương trình nghiên cứu thiên văn bằng kính viễn vọng khúc xạ 8 inch được Đài thiên văn Học viện Harvard cho mượn và tích cực theo đuổi việc tìm kiếm tài trợ để xây dựng một kính viễn vọng cấp nghiên cứu lớn ở Tucson. Trong 10 năm tiếp theo, tất cả những nỗ lực của Doulass nhằm đảm bảo nguồn tài trợ từ Đại học Arizona và các cơ quan lập pháp Lãnh thổ Arizona (và sau này là Bang Arizona) đã kết thúc thất bại. Trong khoảng thời gian này, Doulass đã làm việc tại Đại học Arizona với tư cách là Trưởng khoa Vật lý và Thiên văn, Chủ tịch lâm thời, và cuối cùng là Hiệu trưởng Học viện Văn chương, Nghệ thuật & Khoa học.
Sau đó, vào ngày 18 tháng 10 năm 1916, Chủ tịch Đại học Arizona là Rufus B. von KleinSmid thông báo rằng một nhà tài trợ nặc danh đã trao cho Đại học này 60.000 đôla “… dùng để mua một kính thiên văn có kích thước lớn”. Nhà tài trợ đó sau đó được tiết lộ là Lavinia Steward ở Oracle, Arizona. Bà Steward là một góa phụ giàu có, quan tâm tới thiên văn học và có mong muốn để tưởng nhớ đến người chồng quá cố của mình là Henry Steward. Douglass đã lên kế hoạch sử dụng món quà của gia đình Steward để chế tạo kính thiên văn phản xạ Newton đường kính 36 inch. Công ty Warner & Swasey ở Cleveland, Ohio đã ký hợp đồng chế tạo kính thiên văn này, nhưng do Hoa Kỳ tham gia Thế chiến thứ nhất nên hợp đồng này bị trì hoãn vì Warner & Swasey có các hợp đồng thời chiến được ưu tiên cao hơn. Tình hình càng bị trì hoãn do thực tế là cho đến thời điểm đó, chuyên môn về chế tạo gương kính viễn vọng lớn là ở châu Âu. Chiến tranh khiến họ không thể ký hợp đồng với một công ty châu Âu, vì thế Douglass phải tìm một công ty thủy tinh của Mỹ sẵn sàng phát triển chuyên môn này. Sau một vài lần đúc không thành công, Công ty Spencer Lens ở Buffalo, New York cuối cùng đã sản xuất được chiếc gương 36 inch cho kính viễn vọng Steward.
Kính thiên văn này cuối cùng đã được lắp đặt trong tòa nhà của đài thiên văn vào tháng 7 năm 1922, và Đài thiên văn Steward chính thức đi vào hoạt động vào ngày 23 tháng 4 năm 1923.

## Đài thiên văn
Đài thiên văn Steward quản lý ba điểm quan sát khác nhau ở miền nam Arizona: Đài thiên văn quốc tế Núi Graham (MGIO), Đài thiên văn Núi Lemmon, và Trạm Catalina trên núi Bigelow. Đài cũng vận hành các kính viễn vọng tại hai đài thiên văn quan trọng bổ sung: Đài thiên văn quốc gia Kitt Peak (KPNO) và Đài thiên văn Fred Lawrence Whipple trên núi Hopkins. Steward là đối tác trong Khảo sát bầu trời kỹ thuật số Sloan-III, đặt tại New Mexico tại Đài thiên văn Apache Point. Steward duy trì một đài thiên văn sinh viên trên núi đỉnh bằng Tumamoc Hill cách khuôn viên trường khoảng 5 kilômét (3,1 mi) về phía tây. Tòa nhà đài thiên văn ban đầu ở Tucson chỉ được sử dụng để tiếp cận cộng đồng và giáo dục phổ thông đại học.
Đài thiên văn vô tuyến Arizona, một chi nhánh của Đài thiên văn Steward, vận hành hai kính viễn vọng vô tuyến tại KPNO (Kính viễn vọng vô tuyến ARO 12m) và MGIO (Kính viễn vọng dưới milimet Heinrich Hertz).
Đài thiên văn Steward tham gia vào ba dự án quốc tế. Đài là thành viên đầy đủ của cặp đôi Kính viễn vọng Magellan tại Đài thiên văn Las Campanas ở miền bắc Chile. Nó cũng là thành viên trong hai dự án được lên kế hoạch cho cùng một khu vực: Kính viễn vọng khảo sát khái quát lớn và Kính viễn vọng Magellan khổng lồ, thế hệ tiếp theo của kính viễn vọng cực lớn. Phòng thí nghiệm Gương Richard F. Caris đang chế tạo và hoàn thiện các gương cho cả hai kính viễn vọng, đồng thời cũng chế tạo hai gương của Magellan.

## Hình ảnh

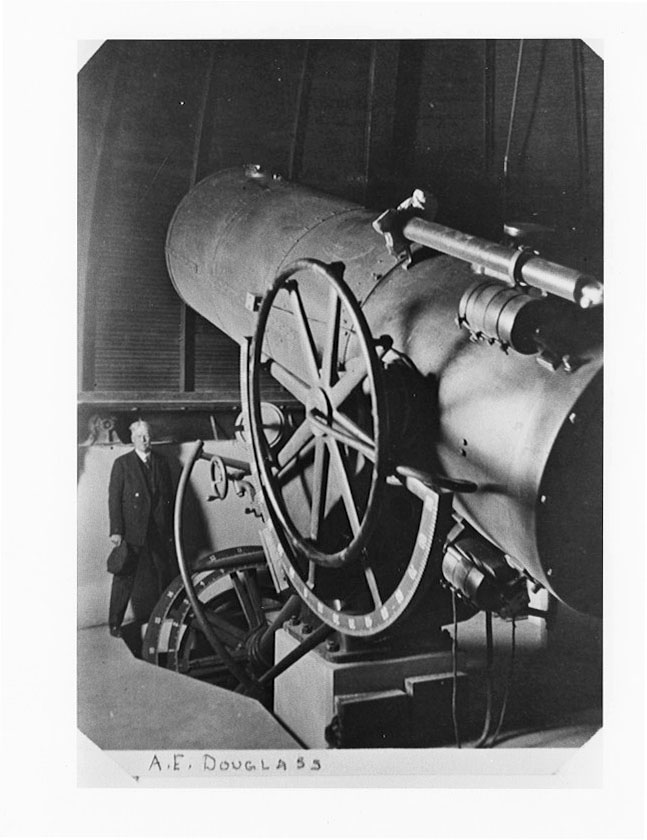
Kính viễn vọng 36 inch năm 1922 (năm 1963 chuyển đến Đỉnh Kitt)